# Консорт (музыка)
Консо́рт (англ. consort) — в Англии XVI и XVII веков общее обозначение небольшого и, как правило, инструментального ансамбля.

## Краткая характеристика
Термин, вероятно, возник как искажение фр. concert или итал. concerto. Музыка для консорта (англ. consort music) — важная составляющая часть в жанрово-стилистическом диапазоне музыки английского Ренессанса и барокко. Консортную музыку писали Кристофер Тай, Уильям Бёрд, Джон Булл, Орландо Гиббонс, Джон Доуленд (знаменитый сборник «Lachrimae», 1604), Энтони Холборн, Генри Пёрселл, Уильям Лоуз, Мэтью Локк, Томас Морли, Филипп Россетер и многие другие английские композиторы.
В конце XVI века словом «консорт» англичане называли небольшие ансамбли, состоявшие из инструментов различных семейств. В типичном документе тех времён (1591) консорт описывается как ансамбль, состоящий из лютни, басовой цистры (bandora), басовой виолы, цистры (citterne), сопрановой виолы и флейты. При этом никаких строгих предписаний для инструментов, составляющих тело консорта, не существовало. Позже стали различать «полный консорт» (англ. whole consort) для консортов, состоящих из одинаковых инструментов разной тесситуры (например, консорт виол, консорт блокфлейт), в то время как консорты из различных инструментов стали называться «ломаными» (англ. broken consorts).
Музыку для консорта писали преимущественно в жанрах фантазии, инструментальной обработки заданной мелодии (cantus firmus, в том числе и особенно обработки мелодической формулы In nomine), вариаций, танцевальных сюит и т.п.
«Консортной песней» (англ. consort song, термин Т. Дарта) англоязычные музыковеды называют характерную для творчества Уильяма Бёрда и некоторых других (преимущественно анонимных) английских авторов конца XVI — начала XVII веков песню (одноголосную или многоголосную) в сопровождении консорта.
«Консортным антемом» (англ. consort anthem) англоязычные музыковеды называют разновидность антема (характерного для творчества Орландо Гиббонса и его последователей), в том случае когда аккомпанирующий орган в стиховом антеме (англ. verse anthem) заменялся аккомпанирующим консортом. Предположительно консортный антем предназначался не для церковного, а для домашнего исполнения.
Современные ансамбли аутентистов охотно обозначают себя словом «консорт» для быстрого ориентирования целевой аудитории на исполняемый ими репертуар (например, Early Music Consort of London, Consort of Musicke, Deller Consort, Currende Consort, New London Consort и т.п.), при этом подразумевается старинная (главным образом, барочная) ансамблевая музыка всякого рода — не только инструментальная, но и вокальная, не только гомогенные, но и смешанные инструментальные составы. Словом «консорт» также изредка называют себя ансамбли джазовой музыки, например, Консорт Пола Уинтера, активно работавший в США в 1960-х годах.